# Kévin Besson
Pour les articles homonymes, voir Besson.
Kévin Besson, né le 25 septembre 1991 à Saint-Céré (Lot), est un coureur cycliste français.

## Biographie

### Débuts et carrière amateur
Kévin Besson naît à Saint-Céré mais grandit à Carennac, une petite commune rurale du Lot. Dans son enfance, il joue au football pendant six ans avant de commencer le cyclisme en 2005, à l'âge de 14 ans. Il prend sa première licence chez les minimes à l'EV Bretenoux-Biars, avec lequel il obtient ses premières victoires en seconde année cadets. Il quitte ensuite l'Occitanie pour courir au CRC Limousin puis au club Creuse Oxygène, tout en menant une licence STAPS à l'université de Limoges. Après avoir obtenu son master, il tente le CAPEPS, puis met sa carrière entre parenthèses vers 2014 pour devenir conseiller départemental. Il occupe ce poste pendant deux années.
Il reprend sérieusement le cyclisme en 2017, tout en travaillant comme vendeur dans un magasin de sports. Il gagne plusieurs courses, dont les championnats du Limousin et de Midi-Pyrénées en deuxième catégorie. L'année suivante, il est recruté par le CC Périgueux Dordogne, qui évolue en division nationale 2. Bon puncheur, il se distingue en remportant cinq courses en première catégorie, dont une épreuve élite nationale.
En 2019, il décide de rejoindre l'Occitane CF. Régulier, il confirme en étant l'un des meilleurs coureurs amateurs du Sud-Ouest, avec huit victoires individuelles et de nombreuses places d'honneur. Il remporte notamment le championnat d'Occitanie à Trèbes, le Tour des Landes, ou encore le Prix de Saint-Projet et le Mémorial d'Automne, deux courses de niveau élite nationale. Son début de saison 2020 est également prometteur, avec deux succès aux Boucles du Haut-Var et des places d'honneur sur l'Essor basque, derrière les coureurs du Team Pro Immo Nicolas Roux. Il est cependant coupé dans son élan par la pandémie de Covid-19, qui interrompt la saison cycliste. 
En 2021, il effectue son retour au premier plan avec sept victoires et dix-neuf tops dix, dont dix podiums. Il s'impose notamment au milieu des cols du Pays basque dans le Tour de Basse-Navarre, après une démonstration en solitaire, ou encore sur Annemasse-Bellegarde et retour, classique réputée du calendrier amateur français. Il brille également sur le Tour du Beaujolais, où il triomphe sur l'étape inaugurale et termine deuxième du classement général. La même année, il devient champion de France en ligne en catégorie masters 1 (30-39 ans). 

### Carrière professionnelle
Remarqué par ses performances chez les amateurs, il passe finalement professionnel en 2022, à plus de 30 ans, au sein du Team Nice Métropole Côte d'Azur, qui crée son équipe continentale. Il commence sa saison au Tour de La Provence. 

## Palmarès
- 2010
  - Champion du Limousin en 2e catégorie
  - 2e du championnat du Limousin sur route espoirs
- 2011
  - 2e du championnat du Limousin sur route espoirs
- 2018
  - Grand Prix National de Cintegabelle
  - Prix de Saint-Projet
  - Prix de Beauchabrol
  - Grand Prix Gilbert-Renaud
  - Grand Prix d'Oradour-sur-Vayres
  - 2e du Trophée des Châteaux aux Milandes
  - 3e de l'Estivale bretonne
  - 3e du Grand Prix des Fêtes de Coux-et-Bigaroque
- 2019
  - Champion d'Occitanie sur route
  - Prix de Saint-Projet
  - Prix de Beauchabrol
  - 2e épreuve des Boucles de Haute-Vienne
  - 1re étape du Tour de la CABA
  - Tour des Landes :
    - Classement général
    - 1re et 2e (contre-la-montre par équipes) étapes

  - Mémorial d'Automne
  - 2e du Circuit des Monts du Livradois
  - 3e du Grand Prix Christian Fenioux
- 2020
  - 2e et 3e épreuves des Boucles du Haut-Var
  - Chrono 47 (contre-la-montre par équipes)
  - Trophée des Châteaux aux Milandes
  - 2e du Tour du Périgord
  - 3e du Grand Prix de Monpazier
- 2021
  -  Champion de France masters 1 (30-39 ans)
  - Tour de Basse-Navarre
  - Grand Prix d'Ouverture de Carlus
  - Annemasse-Bellegarde et retour
  - Grand Prix National de Cintegabelle
  - 1re étape du Tour du Beaujolais
  - Tour de la Vallée de l'Homme
  - 2e du Tour du Beaujolais
  - 2e du Trophée des Châteaux aux Milandes
- 2024
  - 3e du championnat d'Occitanie sur route